# Comisión Rogers

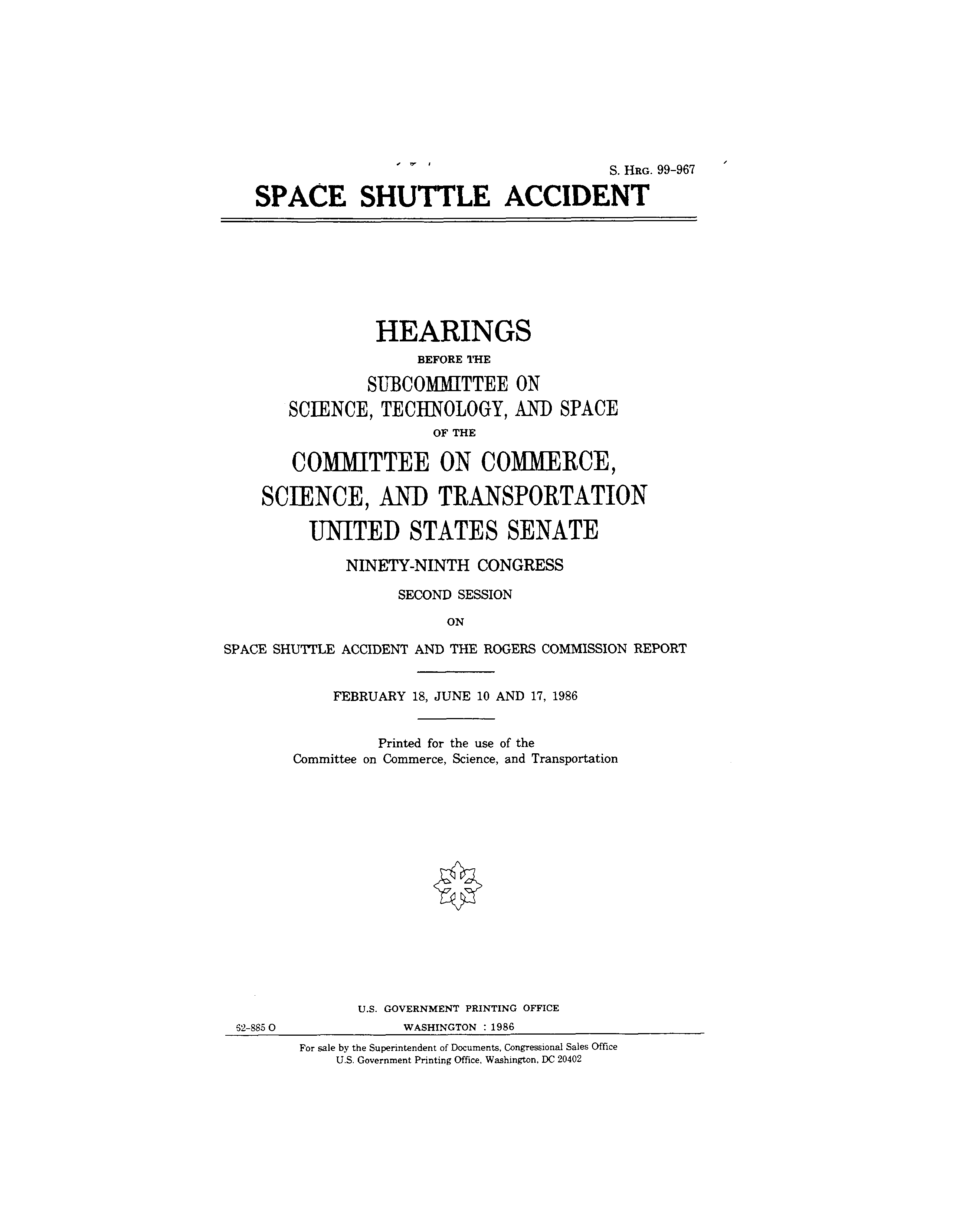
Primera página del informe de la comisión.

La comisión Rogers, de nombre oficial Comisión Presidencial sobre el Accidente del Transbordador Espacial Challenger (en inglés Rogers Commission o Presidential Commission about the Space Shuttle Challenger Accident) fue una comisión presidencial estadounidense formada para investigar el accidente del transbordador espacial Challenger en su décima misión, STS-51-L, segundos después de despegar el 28 de enero de 1986.

## Miembros
La comisión estaba compuesta por:

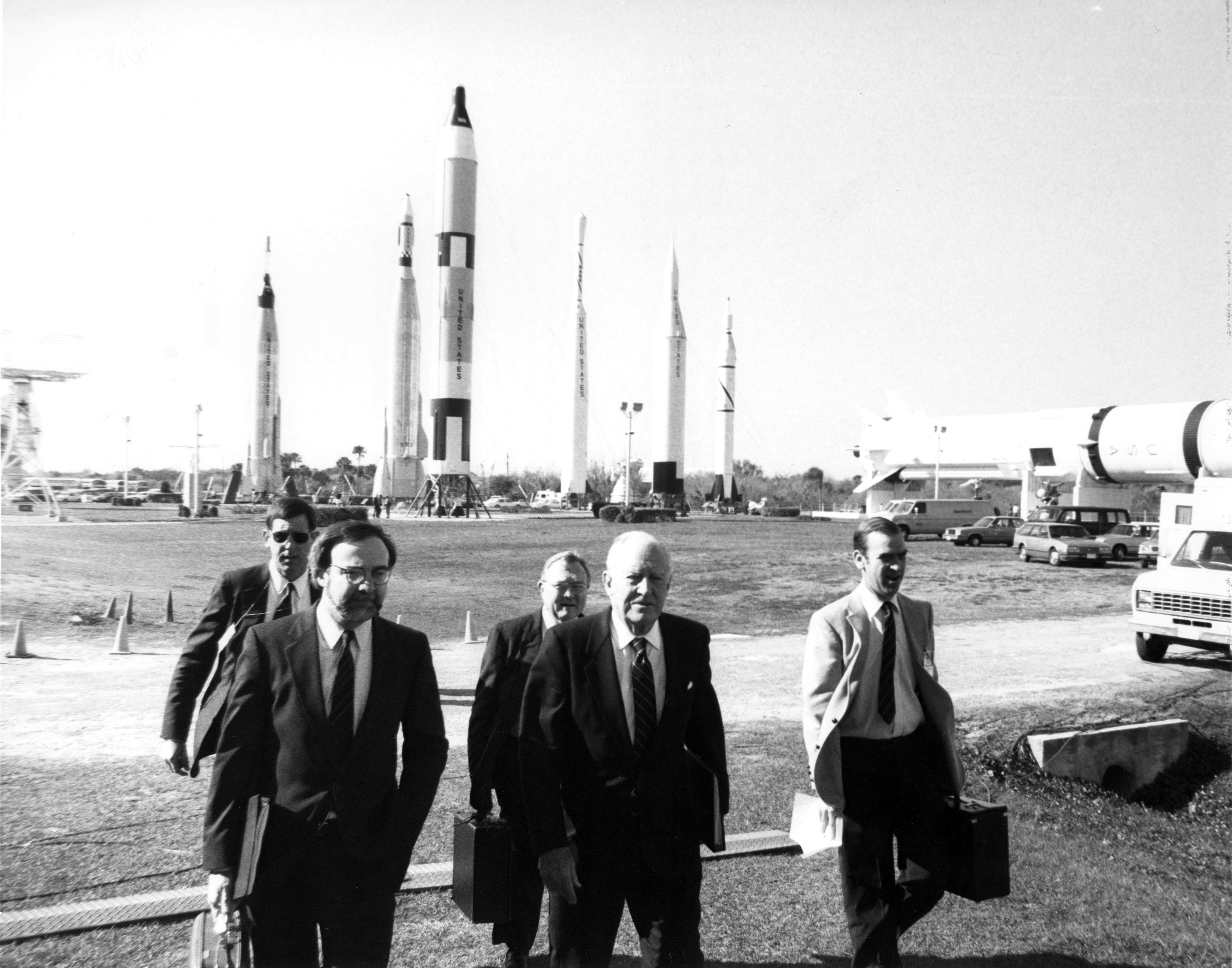
Miembros de la comisión llegan al Centro espacial Kennedy.

- William P. Rogers (1913-2001), presidente, antiguo secretario de estado de los Estados Unidos.
- Neil Armstrong (1930-2012), vicepresidente, antiguo astronauta.
- Sally Ride (1951-2012), antigua astronauta y ex-tripulante del Challenger, primera mujer estadounidense en el espacio.
- David Acheson (nacido en 1921), abogado.
- Eugene Covert, especialista aeronáutico, antiguo científico de las Fuerzas Aéreas de los Estados Unidos.
- Robert Hotz, especialista aeronáutico.
- Richard Feynman (1918-1988), premio Nobel de Física, cuyos particulares métodos de investigación se distanciaron de los del resto de la comisión y cuyas conclusiones recogió en su libro de memorias ¿Qué te importa lo que piensen los demás?.[1]
- Albert Wheelon.
- Arthur B. C. Walker, Jr. (1936-2001), astrónomo nuclear.
- Donald J. Kutyna, antiguo general de las Fuerzas Aéreas de los Estados Unidos.
- Robert Rummels.
- Joe Sutter (nacido en 1921), ingeniero aeronáutico, "padre" del Boeing 747.
- Charles Elwood Yeager (nacido en 1923), piloto de pruebas de las Fuerzas Aéreas de los Estados Unidos.

## Informe
La comisión entregó un informe oficial de 225 páginas el 9 de junio de 1986, documentando los factores técnicos y organizacionales que condujeron al accidente.
Determinó que la causa del accidente fue el fallo de una de las juntas tóricas del cohete acelerador sólido derecho. El fallo de la junta permitió el paso de gases calientes presurizados que entraron en contacto con el tanque externo, provocando la deflagración. Las juntas no habían sido diseñadas para tener una elasticidad o estanqueidad suficientes por las bajas temperaturas, como las que imperaban el día del lanzamiento.
También acusó a la NASA y su contratante, Morton Thiokol, destacando su inacción para proporcionar una junta adecuada. La comisión descubrió que, desde 1977, los ingenieros de la NASA habían estado al corriente del problema de las juntas tóricas, así como del hecho de que eso podía tener consecuencias catastróficas. Eso llevó a la Comisión Rogers a concluir que el accidente del Challenger fue "un accidente arraigado en la historia" (an accident rooted in history).

## Resultado
La investigación y recomendaciones de la comisión Rogers causó una moratoria de 32 meses en el programa del transbordador espacial. La siguiente misión, STS-26, no se realizó hasta el 29 de septiembre de 1988, con el transbordador espacial Discovery. El programa no sufrió más incidentes serios hasta el accidente del transbordador espacial Columbia el 1 de febrero de 2003.